# Concord Municipal Airport

i7
i11
i13
Der Concord Municipal Airport (ICAO-Code: KCON, FAA-LID: CON) ist ein Flugplatz in Concord im Merrimack County im südlichen New Hampshire, einem der Neuenglandstaaten der USA. Concord ist die Hauptstadt des Bundesstaates. Der Flugplatz steht der Allgemeinen Luftfahrt offen.

## Übersicht
Im New Hampshire State Airport System Plan wurde Concord Municipal als Regionalflugplatz eingeordnet, der von den meisten turbinengetriebenen Geschäftsflugzeugen benutzt werden kann. Auf dem Platz selbst waren mit Stand von Februar 2023 92 verschiedene Luftfahrzeuge stationiert, darunter 73 Propellermaschinen, drei Helikopter, fünf Segel- und ein Ultraleichtflugzeug sowie zehn nicht näher definierte Militärmaschinen.

## Lage
Der Flugplatz liegt in der Merrimack Valley-Region im südlichen New Hampshire etwa 3,6 Kilometer östlich von Concord in 104 Metern Höhe auf 43-12-09.8 Nord und 71-30-08.2 West auf dem Ostufer des Merrimack Rivers. An dessen Westufer verläuft die Interstate 93. Im Norden liegen die US-4 und US-202 sowie die New Hampshire Route NH-9, im Süden die US-3 und im Osten die NH-106. Die Naherschließung erfolgt über die Airport Road.

## Anlage
Von ehemals drei Bahnen wurde eine aufgegeben. Die Bahn 17/35 ist 1830 Meter lang und 30 Meter breit, die Bahn 12/30 975 Meter lang und 23 Meter breit. Beide sind asphaltiert und beleuchtet und für präzisen und nicht-präzisen Instrumentenanflug ausgerüstet. Es gibt Abstellplätze mit Verankerungsmöglichkeiten und in Hangars sowie umfassende Wartungs- und Reparatureinrichtungen für Zelle und Triebwerke. Flugbenzin (AvGas) steht rund um die Uhr, Kerosin auf Abruf zur Verfügung.

## Flugbewegungen
Zum Zeitpunkt der Erfassung (2017) entfielen 15.000 Flugbewegungen auf Zwischenaufenthalte, 9000 Bewegungen waren lokale, 6200 Militärflüge. Den kleinsten Anteil hatten Lufttaxibewegungen mit 2000 Flügen. In einem Zeitraum von zwölf Monaten wurden insgesamt 32.200 Flugbewegungen erfasst (Stand Februar 2023). Neben Geschäftsflügen nach und von Concord entfallen Flüge auf MedEvac–Einsätze sowie auf Bewegungen der New Hampshire Air National Guard und der hier stationierten Helikopter der New Hampshire State Police.